# Перелётные птицы (фильм)
«Перелётные птицы» (исп. Pájaros de verano) — кинофильм режиссёров Кристины Гальего и Сиро Гуэрры, вышедший на экраны в 2018 году.

## Сюжет
Действие происходит в 1960—1980-е годы на севере Колумбии, где проживает индейский народ вайю. Молодой человек по имени Рапайет сватается к юной Зайде — представительнице влиятельного клана Пушайна. Её мать Урсула выставляет в качестве условия огромное приданое, включающее 10 коров и 30 коз. Чтобы найти деньги, Рапайет при помощи чернокожего друга Мойсеса находит партию марихуаны и продаёт её американцам из Корпуса мира. Приданое склоняет чашу весов в пользу Рапайета, который женится на Зайде и становится членом клана. Со временем американцы требуют всё большие объёмы наркотиков, бизнес семьи разрастается и процветает, однако отход от традиций предков не останется безнаказанным...

## В ролях
- Карминья Мартинес — Урсула
- Хосе Акоста — Рапайет
- Наталия Рейес — Зайда
- Джон Нарваэс — Мойсес
- Грейдер Меса — Леонидас
- Хосе Висенте — Перегрино
- Хуан Баутиста Мартинес — Анибал
- Асленис Маркес — Индира

## Награды и номинации
- 2018 — приз Гаванского кинофестиваля за лучший фильм.
- 2018 — почётное упоминание на Лондонском кинофестивале.
- 2018 — призы Чикагского кинофестиваля за лучшую операторскую работу (Давид Гальего) и за лучшую работу художника-постановщика (Анхелика Переа).
- 2018 — приз Каирского кинофестиваля за лучший сценарий.
- 2018 — участие в конкурсной программе Хайфского, Локарнского и Одесского кинофестивалей.
- 2019 — премия «Ариэль» за лучший латиноамериканский фильм.